# Capela das Almas (Viana do Castelo)
A Capela das Almas, como atualmente é conhecida, Igreja das Almas ou Igreja de São Salvador das Almas, é um templo cristão localizado na atual freguesia de Viana do Castelo (Santa Maria Maior e Monserrate) e Meadela, no Município de Viana do Castelo, no Distrito de Viana do Castelo.
É um edifício religioso românico, do século XIII, sabendo-se que a cidade de Viana do Castelo nasceu num porto ribeirinho nas imediações desta igreja. Este porto estava aberto ao comércio marítimo, na época anterior à romanização.
A igreja das Almas ou Capela das Almas foi a primeira Matriz de Viana do Castelo. Ao longo dos últimos anos assistiu à diminuição dos atos de culto que, embora reduzidos, ainda se iam fazendo.

## História
Arcaica capela romântica do século XIII, situada no alpendre da primitiva Matriz de Viana (até c.1433).
Restaurada e acrescentada por cónego Domingos de Campos Sares em 1719, mais ou menos na traça que conserva hoje. Nª Sr.ª da Guia, a padroeira (onde funcionaram 4 irmandades e 1 mordomia, sendo a das Almas de meados do século XV e a da Guia, de 1632, mas hoje a única com assento é a igreja da Nª Sr.ª da Guia e Almas, que beneficia de muitos privilégios e indulgências desde o século XVII). Desde D. Afonso III até finais do século XIX, funcionou o cemitério de Viana no adro antigo chamado de “pote das almas”.
A Câmara de Viana, em meados do século XX, concedeu a empreitada de demolição do templo, o que permitiu a destruição do adro e muros de vedação cujas pirâmides de rococó e outras pedras, que foram financiadas pela Ord. Terceira de Santo António, que foram transportadas para o Horto Municipal. Foi significativa a intervenção energética e pessoal direta em Lisboa, junto do presidente de concelho, do pároco de Santa Maria Maior monsenhor José Gonçalves Corucho.

## Características
A Capela das Almas assemelha-se a pequenos templos do barroco setecentista, de diminuto pé direito e torre sineira de dupla arcaria. Na parte frontal, os painéis de azulejo, de Nª Srª da Guia e de Cristo Crucificado, substituíram recentemente outras duas telas.
O retábulo das Alminhas, situado no canto Norte, é protegido por artística grade de ferro, nas proximidades, venera-se o Senhor do pão dos pobres. 
Adossado a parede sul, sob o alpendre, o cruzeiro do Senhor da Boa Lembrança, datado de 1696 e transferido do terreiro de S. Bento, a cujo mosteiro pertencia, em 1881 (quando terraplanaram a praça para característico e já demolido mercado municipal).
A Capela das Almas, no interior caracteriza-se pela sua modesta talha rococó e neoclássico. 
Da imaginaria, destaque para a senhora de Guia e Menino (lado do evangelho), S. Salvador dito “Senhor ressuscitado, Senhora da expectação e retábulo das almas com boa escultura policroma de S. Miguel (lado da epistola); e na capela- mor provavelmente s. Caetano (parede sul) mais as imagens do retábulo figurando Nª.senhora das dores, senhor ressuscitado e santo Antão (esta, bela imagem estofada do lado Epistola).
O altar da Padroeira é flanqueado de bondades, de 1797.
Na sacristia e corredor de acesso, encontram-se verdadeiras preciosidades: as três antigas imagens de madeira policromadas, dos Reis Magos, transladados da capela dos Cirne à Rua da Bandeira, 1771, e que no nosso século presidia, no adro das Almas, à tradicional festividade de A Adoração dos Reis Magos, recentemente reaberta; boas alfaias, de prata (turíbulo, naveta, cálices, custódia “rococó”, cruz com Cristo e haste, etc); paramentos (sobre peliz , capa de asperges, armação de gala completa de damasco, etc); oratório “rococó”, com Deus-Menino, telas a óleo revelando os passos da vida de Cristo (senhor da cana verde, Ecce Homo, Senhor da Prisão, Senhor das Almas), mas lamentavelmente danificadas, vasta gama de missais antigos e de castiçais “rococó”.